# East Rochester (Ohio)
East Rochester statisztikai település az USA Ohio államában, Columbiana megyében. Lakosainak száma 224 fő (2020. április 1.).

## Népesség
A település népességének változása:

| 2010 | 231 |
| 2020 | 224 |